# Carolyn Omine
Carolyn Omine es una escritora de televisión americana. Ha escrito para Full House, The Parent 'Hood y Los Simpson. Fue productora ejecutiva durante la temporada 17 de Los Simpson, aunque cambió a productora durante la temporada 18 de la serie.

## Vida personal
En 1989 se casó con Michael Robinson, juntos tuvieron una hija llamada Adriana Mandy, quien nació en 1991. En 1998 anuncia su separación de Robinson, aunque en la actualidad mantienen una buena amistad. En 2002 se casó con John Ryan, con quien tuvo gemelos llamados Michael John y Daniel Martín, nacidos en 2005. En el 2009 anuncian su separación y a los seis meses firmaron el divorcio. Actualmente se le ve salir con el actor Michael Dupenshan, desde 2011.

## Trabajos

### Escritora
1. Los Simpson
  - Little Big Mom
  - Treehouse of Horror XI
  - The Great Money Caper
  - Treehouse of Horror XII
  - Sweets and Sour Marge
  - Strong Arms of the Ma
  - Smart and Smarter
  - Ice Cream of Margie (With the Light Blue Hair)
  - The Homer of Seville
  - Dial "N" for Nerder (con William Wright como co-escritor)
  - The Great Wife Hope 
  - Chief of Hearts (con William Wright como co-escritor)
  - Treehouse of Horror XXII 
  - To Cur with Love 
  - Luca$
  - Blazed and Confused (con William Wright como co-escritor)
2. The Wild Thornberrys
  - Matadi or Bust
3. The Parent 'Hood
  - An American Class President
  - Little Bitty Pretty One
  - The Man Who Canceled Christmas
4. Full House
  - Smash Club: the Next Generation
  - Is It True About Stephanie?
  - Michelle Rides Again: Part 2
  - All Stood Up
  - Arrest Ye Merry Gentlemen
  - Making Out Is Hard to Do
  - A House Divided

### Productora
1. Los Simpson
  - Viva Ned Flanders
  - Pygmoelian
  - Behind the Laughter
  - The Computer Wore Menace Shoes
  - The Bart of War
  - Moe Baby Blues
  - Midnight Rx
  - Home Away from Homer
  - Jazzy and the Pussycats
  - Kill Gil: Vols. 1 & 2
  - The Wife Aquatic
  - Revenge Is A Dish Best Served Three Times
  - Stop, or My Dog Will Shoot!
  - 24 Minutes
  - I Don't Wanna Know Why the Caged Bird Sings
  - Love, Springfieldian Style
  - Dial "N" for Nerder
  - Smoke On The Daughter
  - Papa Don't Leech
  - Mona Leaves-a

### Actriz
1. Hi, Hello
2. May The 12th Be With You

### Banda Sonora
1. Los Simpson
  - A Star is Torn